# José Montagut Roca
José Montagut Roca (Mora de Ebro, 15 de noviembre de 1878-Barcelona, 18 de agosto de 1956) fue un presbítero y escritor español. 
Militó en el carlismo y formó parte de la Junta Regional Tradicionalista de Cataluña, llegando a ser considerado, por sus dotes oratorias en defensa de esta causa, el «Mella catalán» y el «verbo del Tradicionalismo catalán».
Separado del pretendiente Jaime de Borbón en 1919 a raíz de la escisión mellista, posteriormente fue una de las figuras más prominentes de la dictadura de Primo de Rivera en Cataluña y en la década de 1930 fue uno de los primeros afiliados a la Falange de Barcelona. Estallada la guerra civil española, apoyó y colaboró con el franquismo en Cataluña. Destacó por su oposición al nacionalismo catalán, llegando a pedir la supresión del uso de la lengua catalana en la administración pública.

## Biografía
Nació en Mora de Ebro (Tarragona) en 1878, hijo de Tomás Montagut, empleado de telégrafos, y Antonia Roca. Ingresó en el seminario, se ordenó sacerdote y fue doctor en Teología.

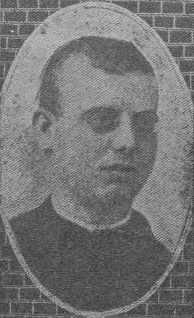
José Montagut retratado en el semanario carlista barcelonés La Bandera Regional (1912)

En la década de 1910 era consiliario de la Junta Regional Tradicionalista de Cataluña y destacó como orador y propagandista de la causa carlista, pronunciando elocuentes discursos en los encuentros jaimistas. Llegó a ser condenado en 1915 por injurias a Alfonso XIII y su esposa desde el púlpito de la iglesia de San Jaime de Barcelona.
En 1919 se adhirió a la escisión de Juan Vázquez de Mella, separándose del jaimismo y colaborando en la organización del Partido Católico Tradicionalista en Cataluña bajo la jefatura regional de Teodoro de Mas.
Promovió la creación del quincenal Monarquía Cristiana (1919-1923) en Badalona y el año siguiente participó en la Asamblea Tradicionalista de Cataluña que tuvo lugar en la misma ciudad, en la que pronunció, ante Vázquez de Mella y los demás dirigentes tradicionalistas, un discurso que fue muy celebrado por sus correligionarios. En diciembre fue asesinado su hermano, Benito Montagut Roca, quien había sido amenazado de muerte por prestar su ayuda al Sindicato Libre.

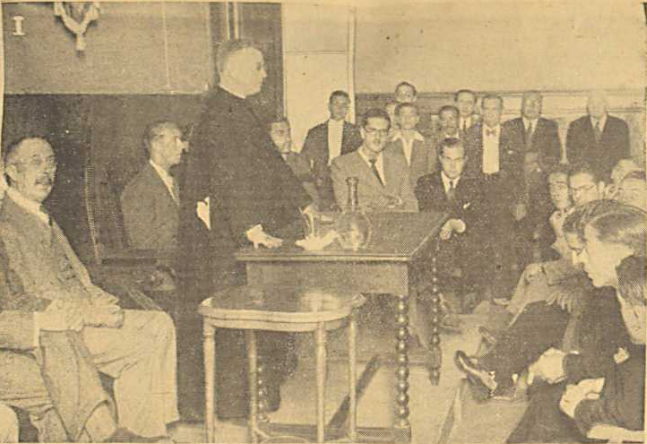
Conferencia del canónigo doctor Montagut en Barcelona. Fotografía publicada en el Diario de Barcelona (1933).

Más tarde fue nombrado canónigo de la catedral de Badajoz, pero siguió resdiendo en Cataluña y participando en mítines políticos; colaboró con La Voz de Gerona y dio un apoyo decidido a la dictadura de Primo de Rivera. En noviembre de 1925 se le rindió un homenaje en Barcelona, en el que participaron también dos regidores del ayuntamiento de Gerona: Federico Maresma y Agustín Pumarola. El 29 de mayo de 1926 fue nombrado capellán del palacio real de Pedralbes con una subvención de 500 pesetas.
De acuerdo con el pensamiento de Montagut, era preciso erradicar el clero que hacía política a favor del nacionalismo catalán, pero, según Montagut, sacralizar la idea de España no se podía considerar opción política porque España y Religión eran «facetas indisolublemente unidas». Durante la Segunda República conocería personalmente a José Antonio Primo de Rivera y se afiliaría a la Falange, formando parte de la Vieja guardia de Barcelona.
Estallada la Guerra Civil, apoyó a los nacionales, y durante la posguerra fue uno de los más destacados propagandistas del franquismo en Cataluña. Defendió el decreto de Unificación entre la Falange y la Comunión Tradicionalista, señalando en una conferencia en Tarrasa que el propio general Franco había hablado de las guerras carlistas como «las primeras cruzadas que se hicieron para el resurgimiento de España» y afirmando como carlista de toda la vida que un Estado totalmente tradicionalista «no sería más católico que el nuestro».
Destacó especialmente por su postura contraria a la pluralidad de lenguas, que consideraba perjudicial para la unidad de España debido al «uso perverso» que se había hecho de ellas, y escribió contra el uso público del catalán. Es considerado el primer gran censor franquista de Barcelona. En enero de 1940 fue designado miembro de la Comisión Depuradora del Magisterio de Barcelona por el jefe provincial de FET y de las JONS y dio instrucciones a los maestros para que procurasen que los escolares aprendieran bien el castellano en las regiones bilingües. Fue capellán de la jefatura provincial del Movimiento.
Escribió su último libro, Una figura cumbre, sobre la reina Isabel la Católica.
Murió en Barcelona el 18 de agosto de 1956 en la avenida General Sanjurjo (actual calle Sabino Arana) n.º 17, donde se encontraba el Instituto Frenopático de las Cortes, a consecuencia de una uremia.

## Obras
- La tesis española y el Vaticano. Recuerdo de la peregrinación patriótica (1925)
- El Dictador y la Dictadura (1928)
- Los errores de la Dictadura y réplica al libro de Cambó (1930)
- El Estado Nacional frente al problema de la pluralidad de lenguas (1939)
- Flores de mí jardín (1949)
- Una figura cumbre (1955)[25]